# Leonidas (Pädagoge)
Leonidas (altgriechisch: Λεωνίδας; auch Leukonides genannt;; † nach 332 v. Chr.) war ein antiker Pädagoge im 4. vorchristlichen Jahrhundert und einer der Lehrer Alexanders des Großen. Er stammte aus Epirus und war ein Verwandter der Olympias, der Mutter Alexanders.
Leonidas war neben Lysimachos von Akarnanien der Hauptlehrer und Aufseher des kleinen Alexander, wohl bevor dieser bei Aristoteles weiter ausgebildet wurde. Angeblich erzog Leonidas seinen Zögling sehr streng zu Abhärtung und einfachem Lebenswandel. Eines Tages tadelte er den Prinzen, als dieser bei einem Opfer zu viel Weihrauch gebrauchte, der in Makedonien nur schwierig und teuer zu beschaffen war. Erst wenn er der Herrscher des Gewürzlandes sei, so Leonidas, könne Alexander soviel Weihrauch verwenden, wie es ihm beliebe. Nachdem Alexander im Jahr 332 v. Chr. auf seinem Asienfeldzug Gaza erobert hatte, schickte er eine ganze Schiffsladung arabischen Weihrauchs und Myrrhe zu Leonidas nach Makedonien, damit dieser niemals mehr beim Opfern für die Götter daran sparen müsse. Als Alexander von der Fürstin Ada von Karien die köstlichsten Speisen angeboten bekam, berief er sich auf seinen Lehrer Leonidas, nach dem der bessere Koch ein Nachtmarsch vor dem Frühstück sei. Der Makedonenkönig erzählte der Fürstin auch, dass Leonidas einst seine Kleidung und Bettzeug durchsucht habe, um nach möglicherweise versteckten teuren Geschenken seiner Mutter Olympias zu fahnden. So lauten jedenfalls zwei von Alexanders Biographen Plutarch erzählte Anekdoten.
Aufgrund solcher Geschichten hatten einst einige Kritiker Alexanders, vornehmlich aus der stoischen Richtung, dem Leonidas vorgeworfen, den Stolz und Ehrgeiz des Makedonenkönigs geweckt zu haben, anstatt diesen darin zu mäßigen.